# Бртонигла
Бртонигла (хорв. Brtonigla, итал. Verteneglio) — община и населённый пункт в Хорватии.
Община Бртонигла находится в западной части Хорватии в Истрийской жупании.

## География
Ранее Бртонигла являлась частью общины Буе, расположенной к северу от Бртониглы. В состав общины входят следующие населённые пункты (данные о населении на 2011 год):
- Бртонигла — 805 чел.
- Фиорини — 165 чел.
- Каригадор — 189 чел.
- Нова Вас — 359 чел.
- Радини — 108 чел.

## Демография
Население общины составляет 1 626 человек по переписи 2011 года. Национальный состав выглядит следующим образом :
- 44,83 % хорваты — 729 чел.
- 30,14 % итальянцы — 490 чел.
- 2,4 % словенцы — 39 чел.
- 1,85 % сербы — 30 чел.
- 1,23 % босняки — 20 чел.
- 0,43 % албанцы — 7 чел.
- 0,31 % македонцы — 5 чел.
- 0,18 % австрийцы — 3 чел.
- 0,12 % венгры — 2 чел.
- 0,37 % остальные — 6 чел.
- 1,78 % затруднились ответить — 29 чел.
- 0,25 % затруднились ответить — 4 чел.

## Достопримечательности
- Католическая церковь Святого Зенона была построена в 1859—1861 годах на фундаменте, датируемом около 1480 годом[3].
- Природный парк Скарлини — в 2 км от Бртониглы, назван по одноимённому ручью, впадающему в реку Мирна.

## Известные уроженцы
- Анте Роков Ядрийевич — хорватский публицист